# Park County (Wyoming)
Das Park County ist ein County im Nordwesten des US-amerikanischen Bundesstaates Wyoming. Bei der Volkszählung 2020 betrug die Einwohnerzahl 29.624. Der Verwaltungssitz (County Seat) ist Cody.

## Geografie
Das Park County umfasst eine Fläche von 18.044 Quadratkilometern; davon sind 65 Quadratkilometer Wasserfläche. Es grenzt im Uhrzeigersinn (im Norden beginnend) an die folgenden Countys: Park County (Montana), Carbon County (Montana), Big Horn County, Washakie County, Hot Springs County, Fremont County, Teton County und Gallatin County (Montana).

## Geschichte
Das County wurde am 15. Februar 1909 gegründet.

## Demografische Daten

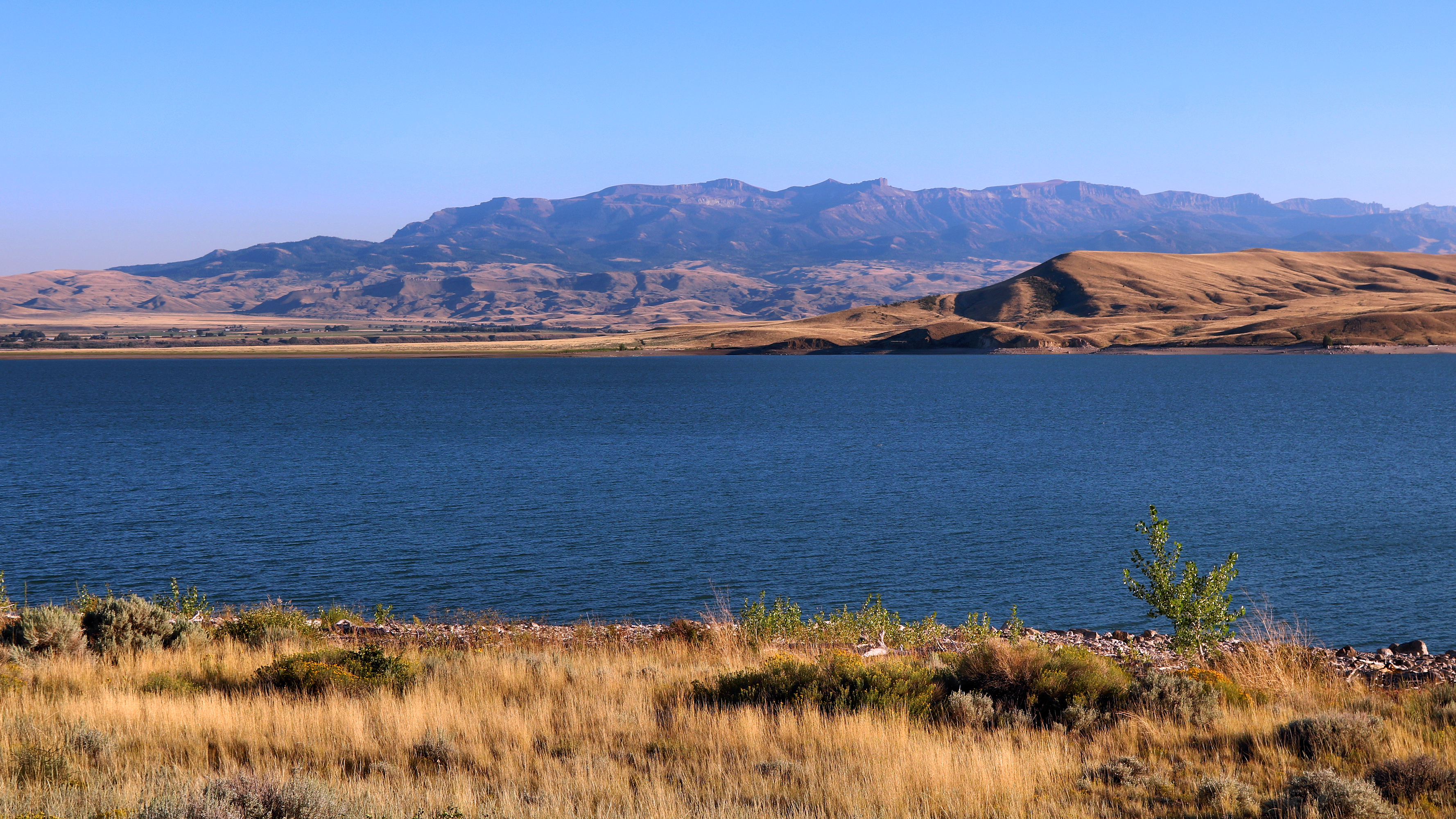
Buffalo Bill Reservoir im Buffalo Bill State Park westlich von Cody

Nach der Volkszählung im Jahr 2000 lebten im Park County 25.786 Menschen. Es gab 10.312 Haushalte und 7094 Familien. Die Bevölkerungsdichte betrug 1 Einwohner pro Quadratkilometer. Ethnisch betrachtet setzte sich die Bevölkerung zusammen aus 96,46 % Weißen, 0,09 % Afroamerikanern, 0,47 % amerikanischen Ureinwohnern, 0,44 % Asiaten, 0,05 % Bewohnern aus dem pazifischen Inselraum und 1,41 % aus anderen ethnischen Gruppen; 1,08 % stammten von zwei oder mehr ethnischen Gruppen ab. 3,72 % Prozent der Bevölkerung waren spanischer oder lateinamerikanischer Abstammung.
Von den 10.312 Haushalten hatten 30,10 % Kinder und Jugendliche unter 18 Jahre, die bei ihnen lebten. 58,90 % waren verheiratete, zusammenlebende Paare, 7,10 % Prozent waren allein erziehende Mütter, 31,20 % waren keine Familien. 26,20 % waren Singlehaushalte und in 10,00 % lebten Menschen im Alter von 65 Jahren oder darüber. Die Durchschnittshaushaltsgröße betrug 2,42 und die durchschnittliche Familiengröße lag bei 2,92 Personen.
Auf das gesamte County bezogen setzte sich die Bevölkerung zusammen aus 24,40 % Einwohnern unter 18 Jahren, 9,10 % zwischen 18 und 24 Jahren, 25,20 % zwischen 25 und 44 Jahren, 26,70 % zwischen 45 und 64 Jahren und 14,50 % waren 65 Jahre alt oder darüber. Das Durchschnittsalter betrug 40 Jahre. Auf 100 weibliche Personen kamen 95,00 männliche Personen, auf 100 Frauen im Alter ab 18 Jahren kamen statistisch 93,10 Männer.
Das jährliche Durchschnittseinkommen eines Haushalts betrug 35.829 USD, das Durchschnittseinkommen der Familien betrug 41.406. USD. Männer hatten ein Durchschnittseinkommen von 33.452 USD, Frauen 20.500 USD. Das Prokopfeinkommen betrug 18.020 USD. 12,70 % der Familien und 8,40 % der Bevölkerung lebten unterhalb der Armutsgrenze. 16,60 % davon waren unter 18 Jahre und 8,30 % waren 65 Jahre oder älter.

## Orte im Park County
| Citys - Cody - Powell | Towns - Frannie - Meeteetse |

Census-designated places (CDP)
| - Garland - Mammoth - Ralston |

Unincorporated Communitys
| - Canyon Village - Clark - Fenton - Kirwin - Pahaska Tepee - Sunshine - Tower Junction - Wapiti |

Ghost Town
| - Yanceys |